# Robert Myr
Robert Myr, död 1615, var militäringenjör och krigare i svensk tjänst.
Myr kom till Sverige senast 1609, samma år som han anställdes som överstekvartermästare vid Jacob De la Gardies armé. Han tjänstgjorde sedan hos denne även som generalkvartermästare i fält. 1614 fick han  dessutom en ryttmästarbeställning och anförde rytteri såväl samma år som 1615, då Myr anförtroddes ledningen av belägringsarbetena vid Pskov, där han stupade i augusti samma år.